# Giorgio Montini
Giorgio Montini (Concesio, 30 giugno 1860 – Concesio, 12 gennaio 1943) è stato un giornalista e politico italiano, padre del cardinale Giovanni Battista, poi papa Paolo VI, e del senatore democristiano Lodovico.

## Biografia
Giorgio Montini era figlio di Ludovico Montini, dottore in legge, e di sua moglie, Francesca Buffali.
Laureatosi in Giurisprudenza all'Università degli Studi di Padova nel 1882, scelse però di non praticare l'attività di avvocato e di intraprendere la strada del giornalismo, direttore, dal 1881 al 1911, de Il Cittadino di Brescia, quotidiano cattolico della Provincia di Brescia. Dal 1913 al 1920 fu assessore del comune di Brescia.
Venne eletto deputato per tre legislature, la prima volta nel 1919, per il Partito Popolare Italiano di don Luigi Sturzo: la sua attività di parlamentare lo contrappose spesso a figure di spicco del mondo politico dell'epoca come il ministro liberale Zanardelli col quale ebbe numerose discussioni parlamentari.
Quando il Partito Popolare Italiano si divise tra i sostenitori del nuovo governo di Mussolini e i relativi oppositori, Giorgio Montini parteggiò per questi ultimi, venendo escluso dall'attività parlamentare dal 1926, quando il Duce decise di sopprimere tutti i partiti politici ad eccezione di quello fascista. Da questo momento in poi abbandonò le proprie aspirazioni politiche ritirandosi a vita privata a Concesio, ove comunque continuò a scrivere circa il pensiero cattolico.
Fu amico tra gli altri del poeta Aleardo Aleardi e del sindaco di Brescia di allora, il nobile Girolamo Sangervasio, già eroe risorgimentale.
A livello locale si preoccupò personalmente della gestione dei lavori per la costruzione del monumento al Redentore sul Monte Guglielmo presso Brescia nel 1902, una delle diciannove vette italiane sulle quali vennero realizzati questi segni di devozione popolare.
Morì nel 1943, pochi mesi prima della moglie.

## Matrimonio e figli
Giorgio Montini sposò il 2 agosto 1895 Giuditta Alghisi (1874-1943), appartenente alla piccola nobiltà rurale locale, dalla quale ebbe tre figli: 
- Lodovico (1896-1990), politico e senatore per la Democrazia Cristiana
- Giovanni Battista (1897-1978), sacerdote cattolico diventato cardinale ed eletto al soglio pontificio con il nome di Paolo VI
- Francesco (1900-1971), medico